# Мышляков, Прохор Афанасьевич
Про́хор Афана́сьевич Мышляко́в (23 июля 1903, Мананмучаш, Царевококшайский уезд, Казанская губерния, Российская империя — 27 октября 1977, Йошкар-Ола, Марийская АССР, РСФСР, СССР) — марийский советский административный, хозяйственный и партийный деятель. Заместитель Председателя Верховного Совета Марийской АССР IV созыва (1955—1959), председатель Йошкар-Олинского райисполкома Марийской АССР (1939—1940, 1942—1944). Участник Великой Отечественной войны.

## Биография
Родился 23 июля 1903 года в дер. Мананмучаш ныне Советского района Марий Эл в бедной крестьянской семье. Получил только начальное образование.
С 1928 года — секретарь, председатель Манан-Мучашского сельского Совета, с 1930 года — председатель колхоза «Мари Кундем» в родной деревне.
В 1931 года начал деятельность в Йошкар-Олинском райисполкоме: инспектора по бюджету кантонного финансового отдела, секретарь, с 1936 года — заведующий финансовым отделом, в 1939–1940 годах – председатель.
В 1940-1942 годах был заместителем уполномоченного Наркомата заготовок СССР по Марийской АССР.
Участник Великой Отечественной войны, капитан.
Вернувшись домой в 1942 году, стал начальником политотдела Йошкар-Олинской МТС, капитан, затем вновь руководил Йошкар-Олинским райисполкомом.
В 1944—1959 годах — председатель Косолаповского райисполкома Марийской АССР.
В 1955—1959 годах был заместителем Председателя Верховного Совета Марийской АССР IV созыва.
Его многолетняя административно-хозяйственная и депутатская деятельность отмечена орденами Трудового Красного Знамени и «Знак Почёта», медалями, а также 3-мя почётными грамотами Президиума Верховного Совета Марийской АССР.
Ушёл из жизни 27 октября 1977 года в Йошкар-Оле[./Мышляков,_Прохор_Афанасьевич#cite_note-_d8af48506f127219-2 [2]].

## Награды
- Орден Трудового Красного Знамени (1946)[2][3];
- Орден «Знак Почёта» (1951)[2][3];
- Медаль «За доблестный труд. В ознаменование 100-летия со дня рождения Владимира Ильича Ленина»[3];
- Почётная грамота Президиума Верховного Совета Марийской АССР (1943, 1946, 1957)[2][3].